# Piotr Makowiecki
Piotr Makowiecki herbu Dołęga – poseł ziemi dobrzyńskiej na sejm 1578 roku.
Studiował w Królewcu w 1559 roku.